# Cláudio Bertolino
Cláudio Bertolino, född 31 mars 1963, är en friidrottare från Brasilien. Han deltog vid olympiska sommarspelen 1996.